# Almonacid de la Sierra

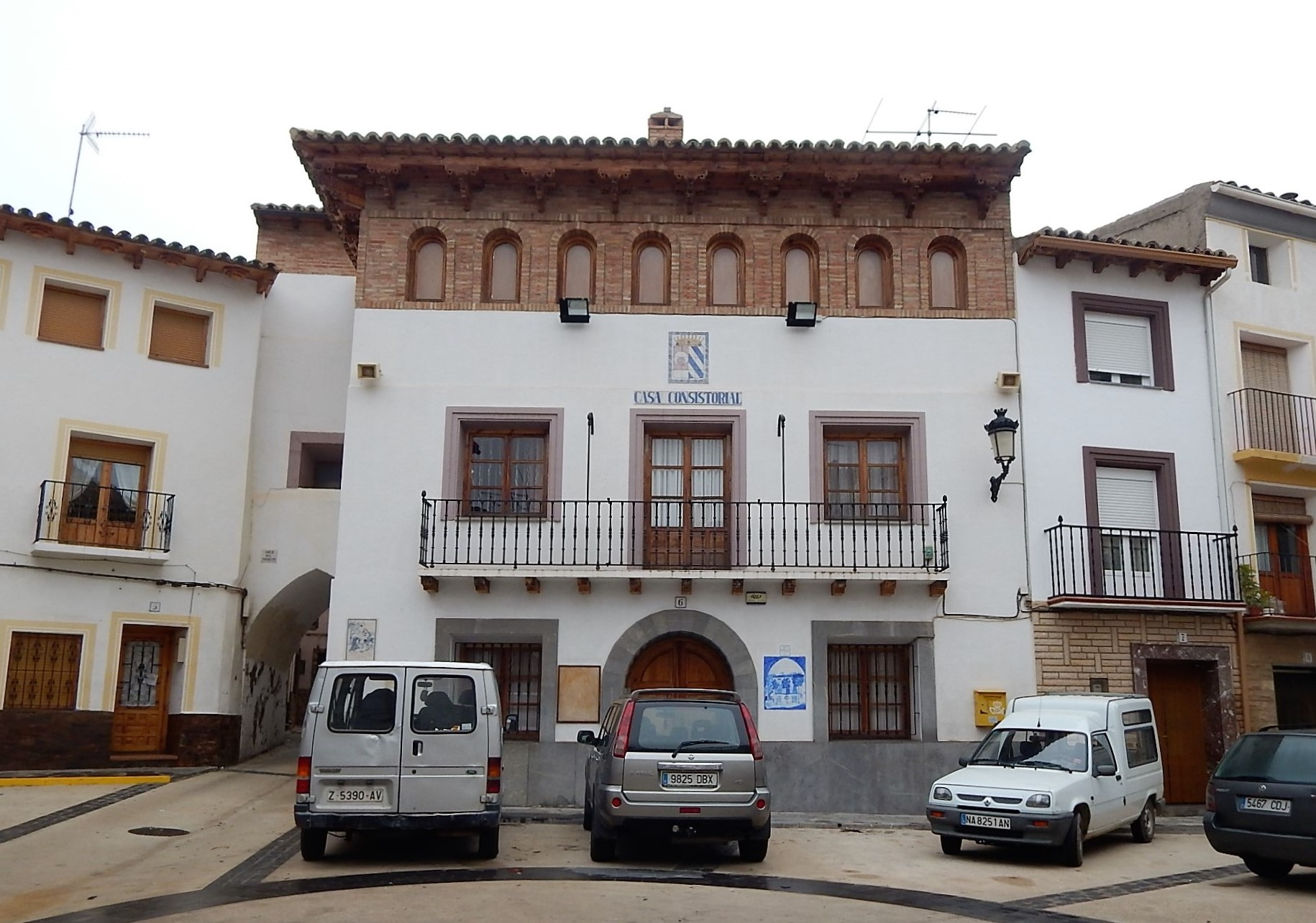
Edificio del Ayuntamiento de Almonacid de la Sierra

Almonacid de la Sierra es un municipio de España, perteneciente a la comarca de Valdejalón en la provincia de Zaragoza, comunidad autónoma de Aragón.
Tiene un área de 54,1 km² y una población de 756 habitantes (INE 2022).

## Geografía
Almonacid de la Sierra está a 598 m s. n. m. en las faldas de la sierra de Algairén, perteneciente al Sistema Ibérico.
Se localiza a unos 50 km de Zaragoza y a 10 km de Cariñena y de La Almunia de Doña Godina.
Su temperatura media anual es de 13,7 °C y su precipitación anual de 400 mm.

## Historia
Almonacid de la Sierra debe su nombre a la antigua comunidad árabe y a su situación aunque hay discrepancias sobre su significado, pues podría significar «lugar fronterizo» o «el monasterio».

### Edad Media
El Castillo y la villa de Almonacid de la Sierra fueron fundados por el musulmán al-Munascid, siendo citados por el cronista al-Udri.
Por ello, la época de dominación musulmana fue importante para la localidad; el topónimo, el trazado de sus calles y la tradición alfarera así lo atestiguan.
De su pasado morisco dan cuenta una serie de manuscritos árabes y aljamiados encontrados en la localidad, que se custodian en la biblioteca Tomás Navarro Tomás, del Centro de Ciencias Humanas y Sociales del CSIC.
El hallazgo tuvo lugar al reparar una casa antigua en el verano de 1884, constituyendo uno de los más importantes hallazgos de este tipo realizados en la península ibérica.
Como reducto árabe, Almonacid resistió los envites cristianos hasta el reinado de Alfonso I el Batallador.
Tras su reconquista, la población pasó a manos de la reina doña Sancha y más tarde a las de Pedro de Sessé, señor de Medina.
A finales del siglo XIII, Almonacid fue concedida a Pedro Martínez de Luna, fundador de los Luna de Almonacid y de los que derivarían los de Illueca.
Pero los Luna perdieron la población cuando Antón de Luna, ferviente partidario del pretendiente a la corona Jaime II de Urgel, asesinó en 1412 al obispo de Zaragoza, García Fernández de Heredia, quien apoyaba a Fernando de Antequera, a la postre rey después del Compromiso de Caspe.
El nuevo monarca de Aragón confiscó a Antón de Luna todos sus bienes, entre ellos la villa de Almonacid, pasando ésta a ser propiedad de Pedro Ximenez de Urrea en 1414, quien sería primer Conde de Aranda. La casa de Urrea regiría los destinos de la localidad hasta la supresión de los señoríos en 1812.

### Edad Moderna y Contemporánea
La población de Almonacid, que contaba con 88 hogares —unos 400 habitantes— de acuerdo al fogaje de 1495, estaba mayoritariamente compuesta por moriscos, conviviendo junto a judíos y cristianos.
Por ello, la expulsión de los moriscos a comienzos del siglo XVII, tuvo importantes repercusiones para la localidad.
El geógrafo portugués Juan Bautista Labaña recogió en su Itinerario del Reino de Aragón, realizado entre 1610 y 1611, que «Almonazir es un lugar grande situado al pie de la sierra, es del conde de Aranda, quien tiene en este lugar una muy buena casa situada en lo alto de un otero, al pie del cual yace el lugar». Asimismo explica que «fue población de moriscos y fueron los últimos que salieron de este reino, había 300 vecinos y ahora no hay más que cincuenta». Las cifras aportadas por historiadores apuntan que pudo haber más de 1 200 habitantes de Almonacid expulsados de sus casas. Ello conllevó un gran retraso en el desarrollo de la localidad que no fue superado hasta muchos años después, aunque los señores concedieron en 1628 una carta de población a los colonos con que se repobló Almonacid.
Coincidiendo con el 400 aniversario de estos sucesos, se realizó la serie Expulsados 1609: la tragedia de los moriscos, coproducción de TVE, TV-3, Aragón TV, Canal de Historia, Sagrera Audiovisual y la Casa Árabe.
Pascual Madoz, en su Diccionario geográfico-estadístico-histórico de España de 1845, describe a Almonacid en los términos siguientes: 

Tiene 300 casas de regular construccion distribuidas en varias calles y plazas espaciosas y bien empedradas; un pósito, una carnicería, dos posadas públicas, una escuela de primeras letras... y una iglesia parroquial bajo la advocación de Nuestra Señora.

Refiere que «el terreno llano en general es de buena calidad y muy feraz, aunque pudiera serlo mas á tener las aguas suficientes para el riego». En cuanto a la economía, señala que la localidad «produce vino, trigo puro, centeno, cebada, avena, garbanzos, judías, pocas frutas y hortalizas, y cria ganado lanar, cabrío y alguna caza» y que quedaban algunas alfarerías, la fábrica de aguardiente y la arriería.

## Demografía
Almonacid de la Sierra cuenta con una población de 759 habitantes (INE 2024).
| Gráfica de evolución demográfica de Almonacid de la Sierra entre 1842 y 2021                                        |
| |
| Población de derecho según los censos de población del INE Población de hecho según los censos de población del INE |

En el fogaje de 1495 —censo del Reino de Aragón ordenado por Fernando el Católico—, Almonacid de la Sierra figura como villa de señorío con 88 hogares, lo que equivale a una población aproximada de 440 habitantes.
De acuerdo al censo de España de 1857, Almonacid tenía 2351 habitantes en esa época.
Pero en el siglo XX, el municipio experimentó un marcado descenso demográfico, desde los 2711 habitantes de 1900 hasta los 735 habitantes de 1991. En el siglo XXI se observa cierta recuperación.

## Economía
El 82 % de la superficie del término municipal de Almonacid de la Sierra está dedicado a la agricultura. Su principal cultivo es la vid, siendo el viñedo la base económica del municipio. Los vinos elaborados en la localidad quedan bajo el amparo de la Denominación de Origen Cariñena, existiendo doce bodegas inscritas (2013); varias de ellas embotellan vinos que distribuyen al exterior.

## Administración y política
| Período   | Alcalde                   | Partido |  |
| 1979-1983 | Leandro Ramírez Compés    | UCD     |  |
| 1983-1987 |                           | PAR     |  |
| 1987-1991 |                           | PAR     |  |
| 1991-1995 |                           |         |  |
| 1995-1999 |                           |         |  |
| 1999-2003 |                           |         |  |
| 2003-2007 |                           |         |  |
| 2007-2011 | Francisco Compés Martínez | PSOE    |  |
| 2011-2015 | Francisco Compés Martínez | PSOE    |  |
| 2015-2019 | Francisco Compés Martínez | PSOE    |  |
| 2019-2023 | Francisco Compés Martínez | PSOE    |  |

| Partido político    | Partido político                                   | 2003   | 2007   | 2011   | 2015   | 2019   | 2023   |
| Partido político    | Partido político                                   | Ediles | Ediles | Ediles | Ediles | Ediles | Ediles |
|                     | Partido de los Socialistas de Aragón (PSOE-Aragón) | 7      | 7      | 7      | 7      | 7      | 6      |
|                     | Partido Popular de Aragón (PP)                     | —      | —      | —      | —      | —      | 1      |
|                     | Partido Aragonés (PAR)                             | 0      | 0      | —      | —      | —      | —      |
|                     | Chunta Aragonesista (CHA)                          | 0      | —      | —      | —      | —      | —      |
| Total de concejales | Total de concejales                                | 7      | 7      | 7      | 7      | 7      | 7      |

## Patrimonio
El trazado urbanístico de la villa, típicamente mudéjar, conserva calles estrechas en torno al castillo y numerosos arcos o pasos cubiertos.

### Patrimonio religioso

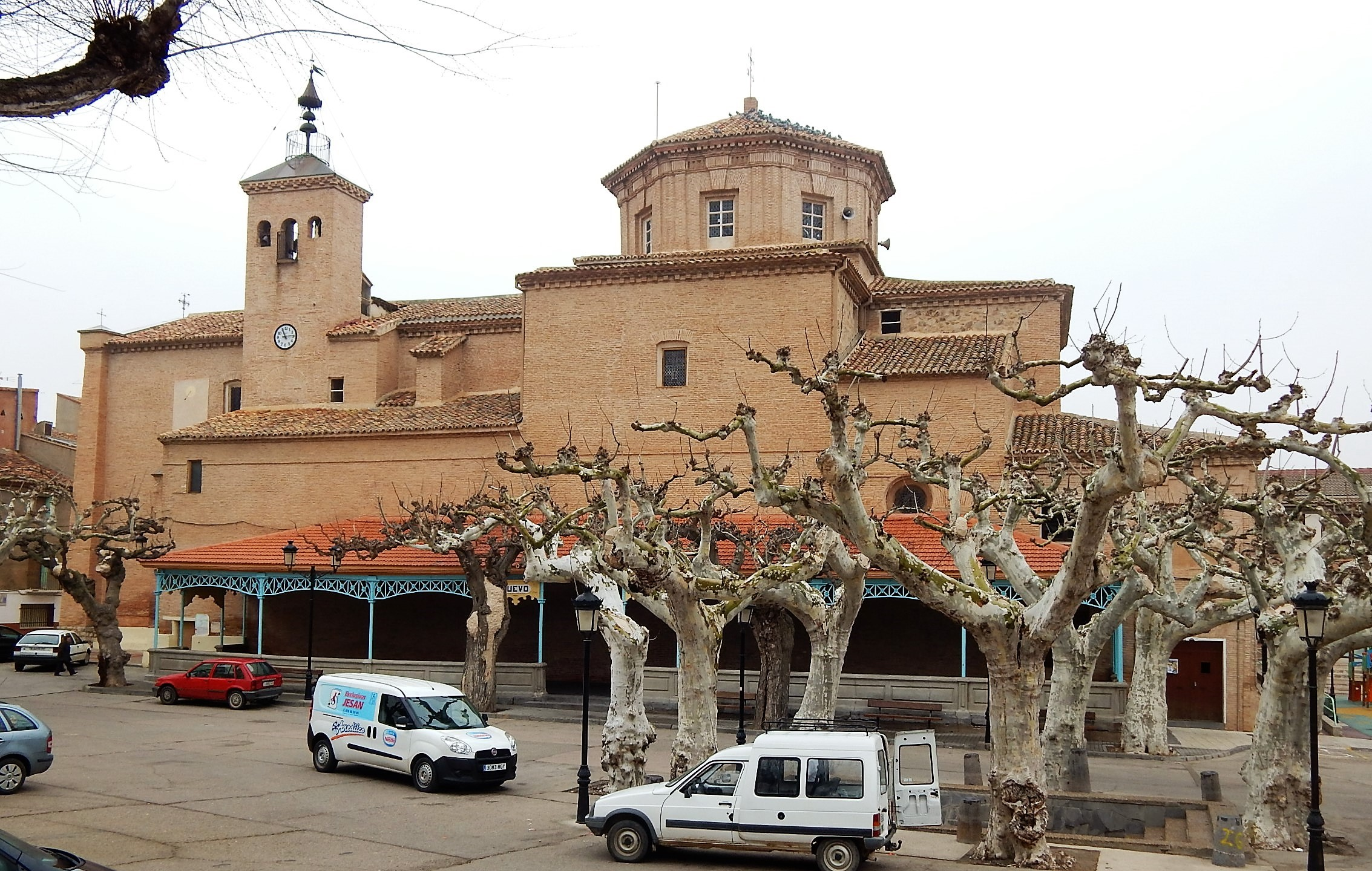
Iglesia de la Anunciación, templo del.

La Iglesia parroquial de la Anunciación a Nuestra Señora destaca por su gran tamaño. Coronada por una cúpula del crucero, la torre presenta una estructura metálica a modo de chapitel.
El templo está datado en el último tercio del siglo XVII y se piensa que fue inaugurado en 1703.
En el interior del templo destacan diversos retablos de gran interés, como el retablo mayor dedicado a la Aunciación. Varias obras honran al patrón de la localidad, San Nicolás de Tolentino.
Es también de interés una pila bautismal del siglo XVII tallada en piedra de Ricla. El órgano, de 1733, ha sido recientemente restaurado.
Almonacid cuenta con dos pequeñas ermitas en el interior del casco urbano.
La Ermita del Pilar es una construcción de mampostería y ladrillo que alberga un lienzo de San Miguel de 1886, así como dos tallas, una de Santa Rosa de Lima y otra de San Nicolás de Tolentino.
La Ermita del Calvario, en la parte alta del municipio, es un pequeño edificio construido quizás a principios del siglo XX.

### Patrimonio civil

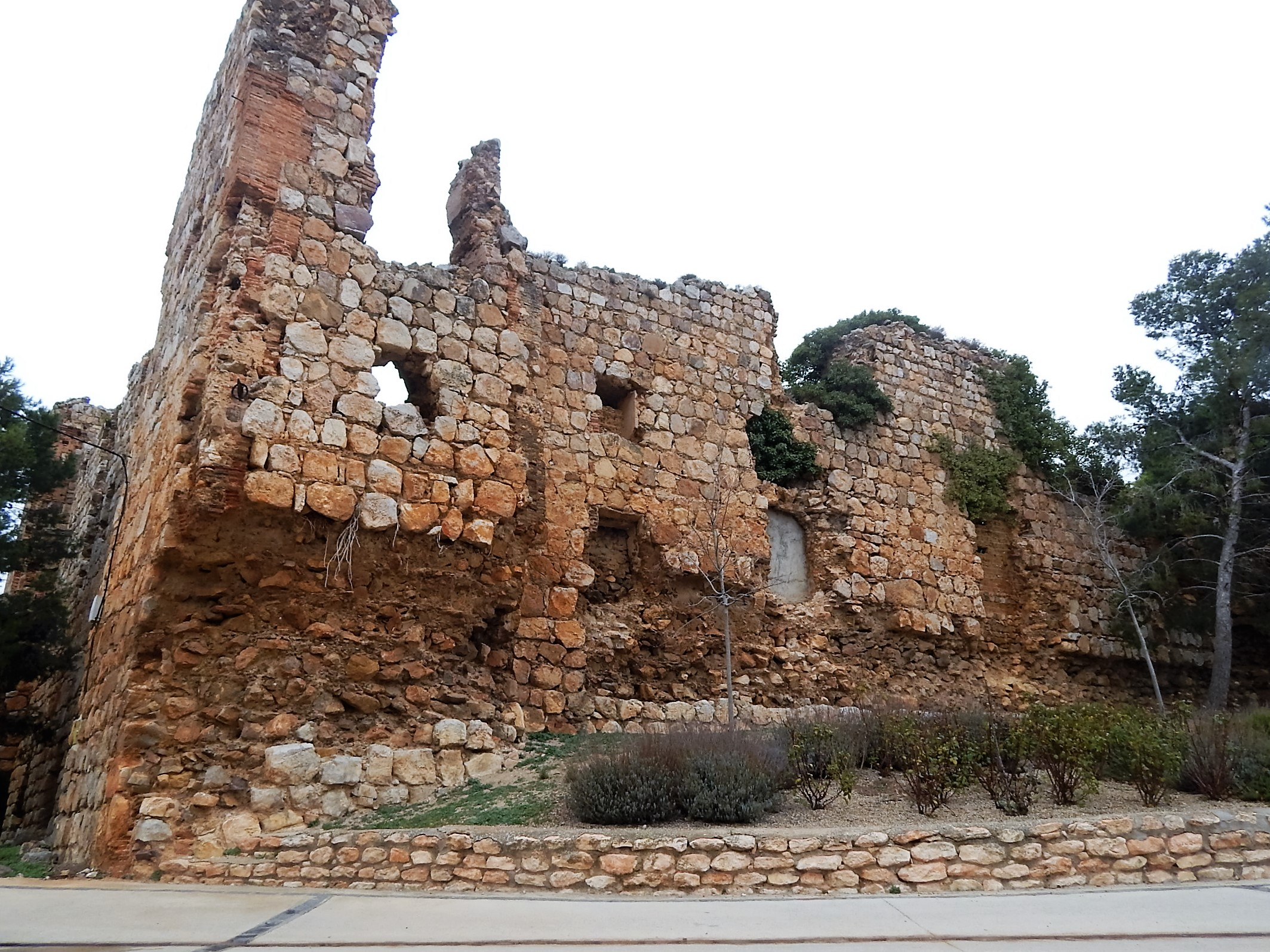
Restos del Castillo de Almonacid de la Sierra.

El Castillo de Almonacid, cuya planta es un rectángulo irregular, presenta una construcción de aparejo de grandes piedras con mortero, estando las aristas de las torres reforzadas con ladrillos.
Está flanqueado por seis torreones cuadrados, uno situado en cada esquina y dos en los lados mayores. Poseía un bello patio central porticado, actualmente ocupado por viviendas. 
Desde la década de 1960 está en manos privadas y su estructura ha quedado reducida a los cuatro muros con el remate muy deteriorado.
La tradición popular apunta la existencia de un túnel subterráneo desde el Castillo hasta la Fuente de El Menestrel, en el camino de Alpartir.
Se conservan los tres arcos que permitían la entrada a la villa: el de la Judería, el del Trinquete y el de San Antón. El Arco de la Judería, en el camino de La Almunia, da acceso a dicho barrio; recientemente restaurado, sorprende por su belleza tanto al exterior como en el interior.
El pasado musulmán almonacidense es patente en el barrio de la morería, a la que se accede a través de un arco apuntado.
El noble aragonés Pedro Pablo Abarca de Bolea, X Conde de Aranda, tuvo casa, bodegas y otros edificios en Almonacid de la Sierra durante el siglo XVIII. Algunos de ellos se conservan, aunque modificados: la casa es un gran edificio de mampostería revocada, con encintados de ladrillo, y luce una armoniosa fachada.
Otros edificios notables de la familia son, además de la bodega, dos graneros; el primero está situado en la zona baja mientras que el otro se sitúa en la alta, junto al Castillo.

### Patrimonio cultural
Uno de los patrimonios más interesantes de la villa son las bodegas centenarias, con sus cubas de gran tamaño y capacidad, construidas en el interior de las mismas y destinadas a albergar la cosecha de vino durante el año.
En el camino de Cosuenda son muy numerosas.
Normalmente constan de una puerta de madera y un caño o camino que desciende, excavado en la misma roca y con ramificaciones para el trujal donde se elabora el vino y los nichos para las cubas.
Entre las muchas bodegas, cabe mencionar dos. La primera de ellas, la Bodega Morales, dispone de dos zonas bien definidas: la subterránea excavada en el cerro o bodega cueva y la nave almacén o dependencia auxiliar al nivel de la calle. La segunda de ellas, la Bodega Cerdán, es una construcción de planta cuadrangular, con cubierta a dos aguas, teja al exterior y vigas de madera cubiertas de cañizo al interior, sostenida por un gran pilar central.
A lo largo de su historia ha recibido varios premios como el Premio de la Exposición Universal de París de 1889, la Medalla de plata a su producción y el Premio de la Exposición Vitivinícola de la Cámara de Comercio e Industria de Zaragoza celebrada en Cariñena en 1891. Ambas bodegas están catalogadas como Bienes de interés Cultural.

## Fiestas y eventos
- Para San Babíl, el 24 de enero, se encienden hogueras en la plaza de San Nicolás, repartiéndose chocolate con churros.
- Existe una muestra de oficios y labores antiguas que tiene lugar la mañana del 1 de mayo.
- El 5 de mayo se celebra la romería al santuario de la Virgen de Lagunas en el término de Alfamén.
- Las fiestas patronales, en torno al 10 de septiembre, se celebran en honor a San Nicolás de Tolentino. En la plaza de España se enciende una peculiar hoguera con gavillas de sarmientos puestas de pie.

## Personas destacadas
- Julio Bernal Soriano (1831 - ?). Historiador eclesiástico que publicó las Tradiciones histórico religiosas de todos los pueblos de la diócesis de Zaragoza (1880).
- Manuel Segura López (1881 - 1936), mártir escolapio fusilado durante la Guerra Civil.
- Mariano Joven Hernández (1890 - 1982). Político y diputado republicano miembro del Partido Republicano Radical Socialista y de Izquierda Republicana. Fundó el periódico La Democracia.
- Dolores Gil de Pardo (1845 - 1876). Una de las mujeres pioneras de la fotografía en Aragón y Cataluña.